# بوب يانغ
بوب يانغ (بالإنجليزية: Bob Young)‏ هو المؤسس السابق لشركة ريدهات لإصدارات لينوكس ولبرمجة المصادر المفتوحة. ولد في انكاستر، اونتاريو [الإنجليزية]، كندا. حاصل على ليسانس في الآداب من كلية فيكتوريا بجامعة تورونتو. تحول يانغ في عام 1993 لتوفير برمجيات ذات مصادر شيفرات مفتوحة، حين أسس مع شريكه مارك أيانغ شركة ريد هات، والتي حولت نظام التشغيل لينوكس من مشروع للهواة، إلى نظام تشغيل منافس. بعدما عمل في هذه الشركة لفترة 12 سنة، تنحى بوب عن موقع الإدارة، ليتحول بعدها إلى موقعه الجديد في شركة لولو، الذي حقق عوائد زادت عن مليون دولار بقليل في عام 2004، وقاربت خمسة ملايين في 2005.